# 俄罗斯全国乳制品协会
全俄乳制品工业协会（英文：National Dairy Producers Union (of Russia)，缩写：SOYUZMOLOKO）是全国性、行业性非商业的社会组织。协会于2008 年成立，是为代表和保护在国家机构、公共和国际组织中乳制品生产商的利益。
协会的宗旨是为乳制品生产商创造并提供具有成本效益的条件，促进俄罗斯乳制品质量和效率的提高。
本协会由200多名法人组成的。 其成员生产的乳制品总产量占俄罗斯本行业的70%。农业机械生产商、提供技术支持的 公司、 饲料、包装材料和兽医产品生产商也是成员组成的一部分。
全俄乳制品工业协会与俄罗斯农业部、联邦反垄断局、联邦消费者权益及公民平安保护监督局、联邦兽医植物卫生监督局、各种非商业组织、一些俄罗斯联邦主体等签署了合作协议。